# Sainte Barbe (van Eyck)
Pour les articles homonymes, voir Sainte Barbe.
Sainte Barbe est une œuvre du peintre primitif flamand Jan van Eyck. Sans équivalent dans l’œuvre de l'artiste, on ne sait pas s'il s'agit d'un tableau inachevé, d'une grisaille, ou d'un dessin préparatoire. Elle contient une inscription JOHES DE EYCK ME FECIT 1437. Elle est aujourd'hui exposée au Musée royal des beaux-arts d'Anvers en Belgique.
Le dessin de Van Eyck représente Barbe la grande martyre († entre 235 et 305), vierge et martyre légendaire, avec son livre de prières et une longue palme, assis tournant le dos à une tour de style gothique tardif, en construction.
Pour la préserver des regards, son père - un aristocrate syrien - l'avait enfermée dans une tour, où elle vivait prisonnière, mais entourée de luxe. Lorsqu'il voulut la donner en mariage, elle s'y opposa de toutes ses forces. Pour l'amadouer, il lui permit de sortir de temps en temps de sa prison dorée. Lors d'une excursion, Barbe se convertit au christianisme. En hommage à la Sainte Trinité, elle fait même percer sa tour d'une troisième fenêtre. Fou de rage, son père la livre au gouverneur, qui la fait torturer. Sans succès aucun, car durant la nuit le Seigneur la guérit de ses plaies. En désespoir de cause, son père décide de la décapiter lui-même.
Van Eyck représente ici Barbe, martyre de la chrétienté, feuilletant un livre de prières. La palme qu'elle tient dans la main gauche symbolise son triomphe sur la mort, car en se ralliant à Jésus, elle a obtenu la vie éternelle. Derrière elle, des ouvriers s'activent. Ensemble, ils bâtissent une tour d'église gothique : une métaphore de l'édification de la chrétienté.